# Лясота Юрій Людвігович
Ю́рій Лю́двігович Лясо́та (рос. Юрий Людвигович Лясота; * 28 лютого 1924, Владивосток — † 1 серпня 1984, Владивосток) — російський письменник.

## Біографія
Батько — хімік-фармацевт. Рано залишився без батьків. 1947 року закінчив педагогічний інститут, 1955 року — аспірантуру в Ленінграді. 1956 року захистив кандидатську дисертацію.
Перший роман «Червона осінь», який розповідає про громадянську війну в Примор'ї, видав 1965 року. Ветерани та родичі Сергія Лазо сприйняли його в штики, надрукувавши репліку в журналі «Дальний Восток» (1966, № 5).